# Triacanthella massoudi
Triacanthella massoudi är en urinsektsart som beskrevs av Judith Najt 1973. Triacanthella massoudi ingår i släktet Triacanthella och familjen Hypogastruridae. Inga underarter finns listade i Catalogue of Life.